# Ludwig Ginters
Ludwig Ginters (ur. 1905, zm. ?) – zbrodniarz hitlerowski, członek załogi niemieckiego obozu koncentracyjnego Mauthausen-Gusen i SS-Rottenführer.
1 września 1944 został przeniesiony z Luftwaffe do Waffen-SS. Od kwietnia do 26 czerwca 1944 pełnił służbę w Schwechat, podobozie Mauthausen. Następnie do listopada 1944 przebywał w podobozie Florisdorf, wreszcie od listopada 1944 do 1 kwietnia 1945 był strażnikiem w podobozie Hinterbrühl. Ginters brał udział w ewakuacji Hinterbrühl do Mauthausen w początkach kwietnia 1945. Zastrzelił wówczas dwóch więźniów narodowości polskiej na rozkaz wyższego stopniem esesmana. Innych więźniów bił natomiast kolbą karabinu.   
Ludwig Ginters został osądzony w procesie załogi Mauthausen-Gusen (USA vs. Waldemar Barner i inni) przed amerykańskim Trybunałem Wojskowym w Dachau i skazany na 8 lat pozbawienie wolności.